# Savas eső
A savas eső (másik nevén savas ülepedés) alapvetően megváltozott pH-értékű csapadék. Nehéz elhatárolni az antropogén hatásra kialakuló savas esőt a természetes folyamatok között kialakulótól. Ezen mindennapi folyamatok hatására a csapadékvíz természetes pH-értéke 5 körüli. Itt főleg a vízben oldott szén-dioxid és szulfátrészecskék játsszák a főszerepet. Néhány jól ismert folyamatban is meghatározó szerepe van a csapadék természetes savasságának, ilyen például a karsztosodás is.
A Grönlandon vizsgált, 1800-as évekből származó jég 6,0-7,0 közötti, semleges pH-értékű. Tehát abban az időszakban még nem beszélhetünk a probléma nagy mértékű jelentkezéséről.
Ez alapján a fő probléma az emberi társadalom működése, az általa levegőbe juttatott savképző anyagok túlzott jelenléte.

## Okozói

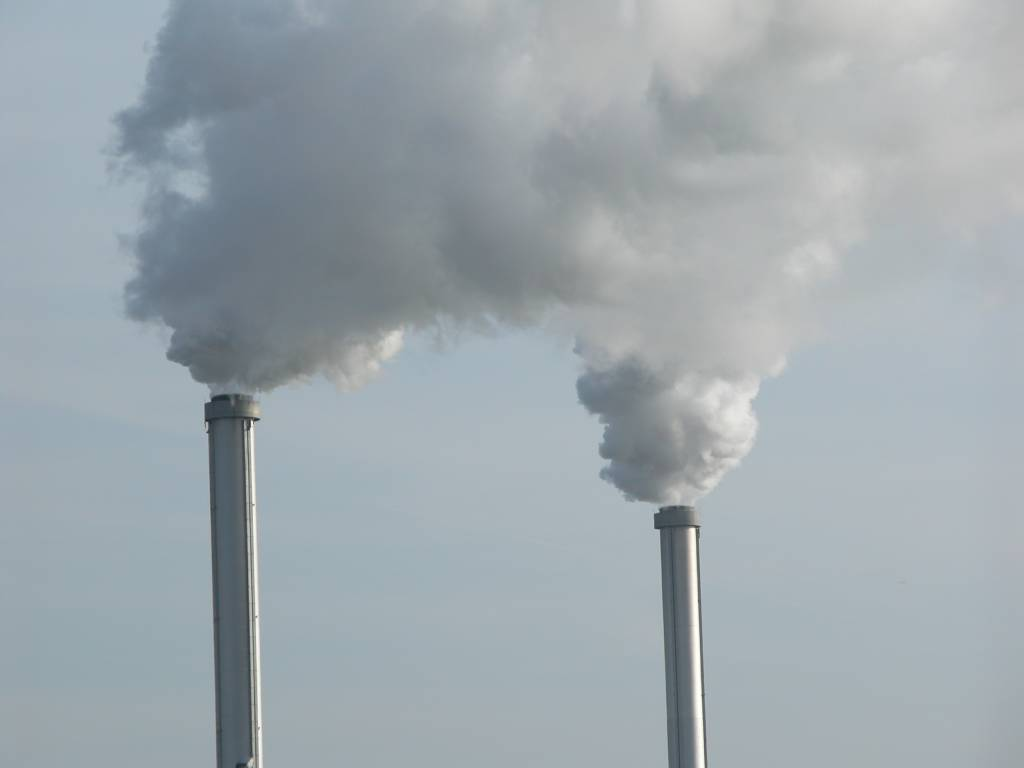
Légszennyezés

A gyengébb hatást a szén-dioxidból létrejövő szénsav gyakorolja a környezetre. Ez a csapadék és a hó pH-értékét 5,6-re csökkenti. Ezt az értéket tekintik többen a savas eső határának, de másik besorolás szerint az 5-ös pH-értéket tartják annak.
A szén-dioxiddal szemben a kénsav és a salétromsav akár 2,4 pH-értékű savasodást is okozhat. Meg kell jegyezni, hogy a pH-érték skálája logaritmikus beosztású, így nagyságrendbeli különbségekről beszélünk.
Európában a szárazföldről a légkörbe jutó kén-dioxid közel egésze antropogén eredetű. Egyrészt a kéntartalmú ércek kohósítása, másrészt a kőolaj és a szén (elég jelentős 1-5%, vagy még több koncentrációjú ként tartalmaznak) elégetésekor kén-dioxid keletkezik, amely az atmoszférában vízzel kénessavat (H2SO3) alkot.
Kibocsátók a belső égésű motorok is, főleg a katalizátorok általános bevezetése előtt adták nagy részét a szennyezésnek.
Természetes úton általában az erdőtüzeknél, növényi bomlásnál és vulkáni működéskor kerül a levegőbe kén-dioxid.
A salétromsav (HNO3) ipari gyártása során ammóniát (NH3) oxidálnak nitrogén-monoxiddá (NO), amely a levegő oxigéntartalmának hatására nitrogén-dioxiddá alakul (NO2). Ezt oxidatív körülmények között vízben elnyeletik, így nyerik a salétromsavat. Azonban az oldódás nem tökéletes, így a gyárkéményekből távozó nitrogén-dioxid a levegő víztartalmával reakcióba lépve salétromsavat, illetve salétromossavat (HNO2) alkothat.

## Előfordulási területei
Savas esők jellemző területe az ipari vidékek környezete, a fejletlenebb technikák jelentősen nagyobb terheléssel járnak. Így a fő előfordulási terület a múlt században az USA és Nyugat-Európa volt. 
Az időjárási hatások miatt azonban nem korlátozódott csak e területekre, hanem távolabbi területekre is eljutott. Emiatt kellett Kanadának és a skandináv országoknak is megtapasztalni káros hatásait. Ezáltal egyfajta „export-import kapcsolat” alakult ki termelők és az elszenvedők közt. 
Nemzetközi összefogással (a kibocsátás mérséklésével) az első idők gyenge védekezési próbálkozásaival szemben (például Skandináviában meszezni próbálták a tavakat), érezhető eredményeket sikerült elérni. 
Így az óvintézkedések hatására már nem ezen területek a leginkább sújtottak, hanem Kína, a fejlődő országok, Kelet-Európa és a volt Szovjetunió államai.

## Hatásai

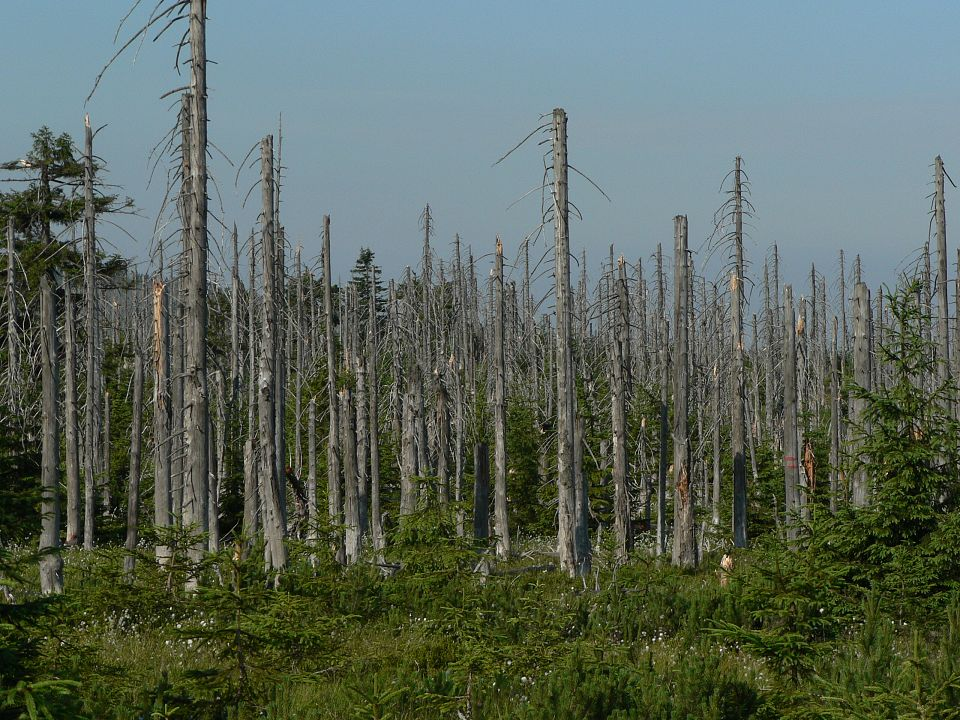
Savas esőtől elpusztult erdő (Csehország)

A savas ülepedés hatásainak súlyosságát több tényező befolyásolja: az ülepedő anyag mennyisége, a fogadó felület fajtája (talaj, víz, beépített terület) és savközömbösítő képessége, valamint az adott terület élőlényeinek tűrő- és alkalmazkodóképessége.
A vizes élőhelyeken a savasodás hatása akár a teljes sterilizáció is lehet. Először a halak táplálékát adó plankton mennyisége szorul jelentősen vissza, amely hatására a halak is pusztulni kezdenek. Ez a folyamat addig tarthat amíg néhány baktérium és fonalas moszat kivételével minden élet kipusztul a tóból.
Az ilyen "halott tavak" jellemzően kék színűek, tisztának hatnak, de ez csalóka, mert ez a plankton hiányának következménye.
Különböző módon érinti a tavak egyes fajtáit a folyamat. A már említett kanadai terület nagy hátránya, hogy az ottani tavak alapkőzete gránit, amely kis közömbösítő képességgel rendelkezik. Ez a tény is jelentősen közrejátszott abban, hogy az 1980-as évek közepére az ottani tavak 50%-ából kipusztult az összes hal.
Magyarország ilyen tekintetben szerencsés helyzetben van, hisz például a Balaton bázikus alapkőzete miatt 8-as pH-értékű.
Erdős területeken elsőként a nyitvatermők jelzik a károsodást, hisz ezen növényeket egész évben veszélyeztetik a légköri ráhatások. A savas víz megsérti a falevelek védőrétegét, így sokkal érzékenyebb lesz a kórokozók és kártevők támadásaival szemben. A talajfelszínre jutó savas anyagok csökkentik a talaj pH-értékét, aminek hatására a kötött formában lévő nyomelemek stabilizálódnak. Jellemző eset az alumíniummérgezés, amely elpusztítja a fák gyökereinél szimbiózisban élő mikorrhiza gombákat.
Nagyobb veszélynek vannak kitéve a magasabban fekvő erdősségek, mert jellemzően ködbe burkolóznak, állandóan érintkezve a savas ülepedésekkel.
Híres erdőpusztulás Kanadában, Sudbury környékén fordult elő. 
Városi területeken a régi műemlékek a különösen veszélyeztetettek. Reakcióba lépve a kalciumgyökökkel a kövek mállását gyorsítja fel, letompítja az éleket, elsimítja a részleteket, gyengíti a szerkezetet. A vas rozsdásodását is elősegíti.
Egyes kutatások állítják, hogy az emberi egészségre is káros hatása mutatható ki, de ez még nincs kellően bizonyítva.